# Livorno (provins)
Livorno är en provins i den italienska regionen Toscana och dess huvudort är Livorno. Provinsen som endast bestod av staden och ön Elba var en del av Storhertigdömet Toscana fram till 1859 och ingick i Centralitaliens förenade provinser innan det efter en folkomröstning annekterades av Kungariket Sicilien 1860. Provinsen utökades 1925 med en kommun från provinsen Genova och flera kommuner från provinsen Pisa.

## Administrativ indelning
Provinsen Livorno är indelad i 19 comuni (kommuner). Alla kommuner finns i lista över kommuner i provinsen Livorno.
| Datum          | Ny kommun | Kommuner som upphörde        |
| -------------- | --------- | ---------------------------- |
| 1 januari 2018 | Rio       | Rio Marina och Rio nell'Elba |

## Geografi
Provinsen Livorno gränsar:
- i norr och öst mot provinsen Pisa
- i syd mot provinsen Grosseto
- i öst mot Tyrrenska havet.

Provinsen ligger som en smal remsa längs kusten med provinshuvudstaden Livorno i norr, inte långt från Pisa. I söder vid Piombino finns provinsens högsta punkt Monte Calvi 646 m ö.h..
Öarna Gorgona, Capraia, Elba, Pianosa och Montecristo är en del av provinsen. Öarna i Livorno är en del av nationalparken Parco Nazionale dell'Arcipelago Toscano som inrättades 1997.